# 墨玉会议
墨玉会议是东突厥斯坦独立运动支持者在新疆墨玉县召开的会议。

## 背景
1992年12月12日，东突厥斯坦独立运动成員在土耳其伊斯坦布尔召开了的第一届“东突厥斯坦民族代表大会”，1993年4月，在土耳其举行并成立了“东突筹备委员会”会议，1996年11月再次召开东突厥斯坦代表大会预备会。境内的支持者秘密召开“墨玉会议”、“和田会议”。

## 过程
1994年11月30日至31日，15名成員暗中聚集墨玉县。买买提·吐鲁普说，他们在一个农家的土炕上召开这次会议，房间的门都是堵死的。会议讨论如何筹集资金，发展力量，还制定了购买武器、建立“伊斯兰敢死队”等任务，并拟定1995年春节前夕在叶城县再次召集会议，以确定最后行动计划。
他们以刑事犯罪筹集资金。1995年1月14日，墨玉会议代表之一吾买尔·买合苏等3人，在莎车县牙瓦乡蒙面抢劫时被抓获，他们交代了“墨玉会议”的基本情况，因而使大部分“墨玉会议”人员落网，墨玉会议的計劃宣告失敗。